# Juan José Permanyer y Ayats

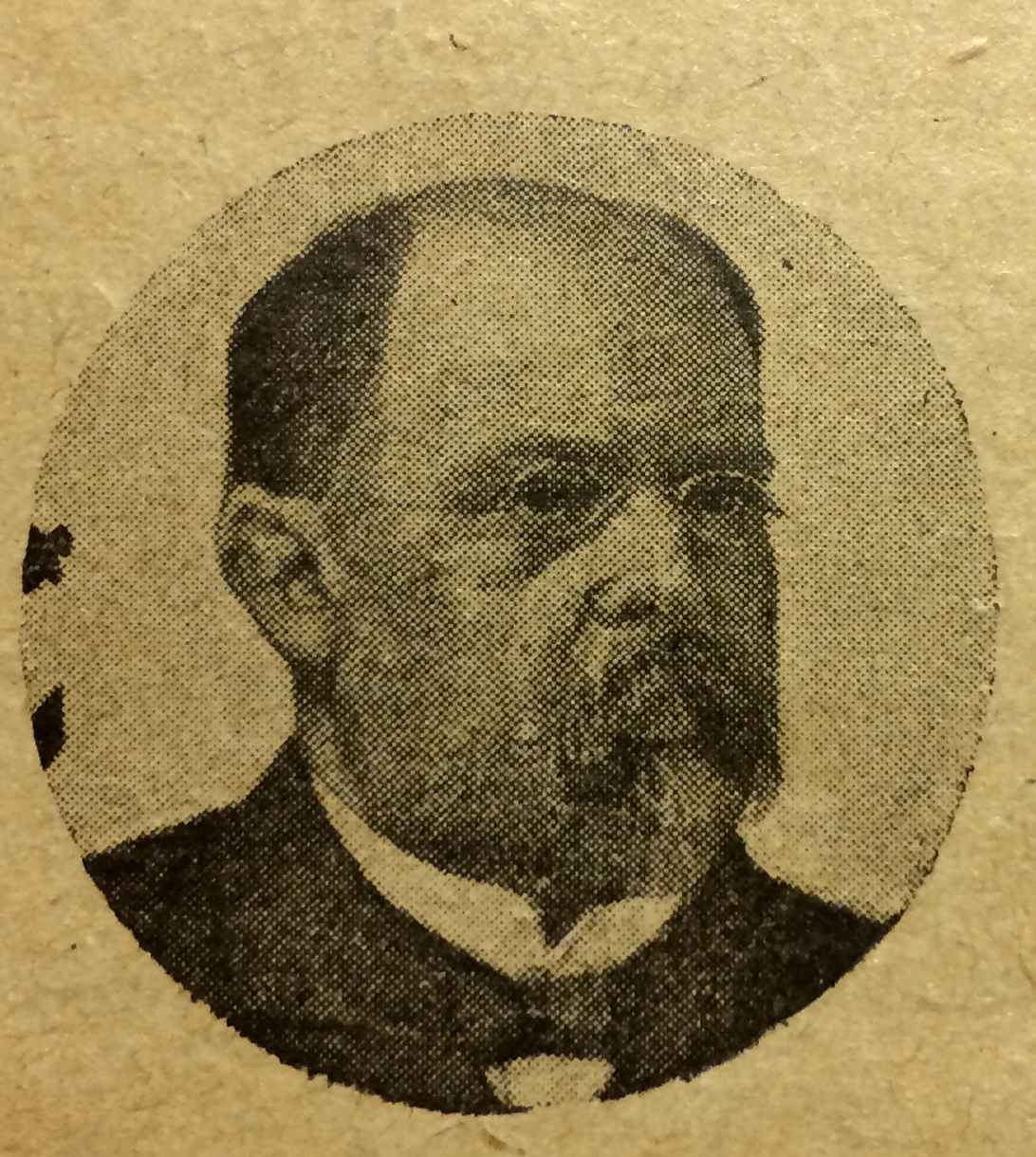
Juan José Permanyer y Ayats

Juan José Permanyer y Ayats (Barcelona, 1848-1919) fue un político y jurista español.

## Biografía
Su padre fue el jurista Francisco Permanyer y Tuyet, que fue ministro durante el reinado de Isabel II y alcalde de Barcelona, en 1856, y hermano del también abogado Ricard Permanyer i Ayats. Como jurista, fue catedrático de historia del derecho y presidente de la Academia de Legislación y Jurisprudencia de Cataluña, de 1895 a 1897. Como especialista en derecho catalán, fue redactor de un proyecto de apéndice del Código Civil. Vinculado a la Lliga de Catalunya, a la Asociación Popular Regionalista y colaborador de la revista La Renaixença, fue uno de los fundadores y dirigentes de la Unió Catalanista, siendo miembro de su primera junta permanente, presidente de la Asamblea de Manresa de 1892, siendo también ponente de las Bases de Manresa sobre el poder central del Estado. En 1898 fue diputado en las Cortes Generales por Villafranca del Panadés, siendo vocal de la junta permanente de Unió Catalanista de 1898 a 1901. Fue presidente del Ateneo de Barcelona, de 1897 a 1898, y miembro de la comisión que presentó a Alfonso XII el Memorial de agravios. Después, se afilió a la Lliga Regionalista y presidió los Juegos Florales de 1901. Durante más de veinte años fue decano del Colegio de Abogados de Barcelona, enriqueciendo su biblioteca.